# Flecha (geometría)

Esquema de un arco de circunferencia.
c: cuerda; f: flecha; s: arco, d: apotema.

En geometría, la flecha o sagita de un arco circular es la distancia desde el centro del arco al centro de la cuerda. Este concepto se emplea a menudo en arquitectura para obtener el arco necesario para cubrir un vano y en óptica en donde se emplea para hallar la profundidad de un espejo esférico o una lente.

## Expresiones
En las siguientes expresiones, {\displaystyle f} se refiere a la flecha, {\displaystyle R} al radio de la circunferencia, {\displaystyle c} a la cuerda del arco y {\displaystyle d} a la distancia desde el centro de la circunferencia hasta la cuerda.
La flecha se define como:
{\displaystyle f=R-d}
Aplicando el Teorema de Pitágoras, la flecha se puede calcular como:
{\displaystyle f=R-{\sqrt {R^{2}-\left({\frac {c}{2}}\right)^{2}}}}
La flecha también se puede calcular empleando la función verseno. Sea {\displaystyle \alpha } el ángulo que define el arco,
{\displaystyle f=R\cdot \operatorname {versin} {\frac {\alpha }{2}}=R\left(1-\cos {\frac {\alpha }{2}}\right)}
O de forma alternativa:
{\displaystyle f={\frac {c}{2}}\cdot \tan {\frac {\alpha }{4}}}
Cuando la flecha es pequeña en comparación con el radio se puede aproximar de la siguiente forma:
{\displaystyle f\approx {\frac {\left(c/2\right)^{2}}{2R}}={\frac {c^{2}}{8R}}}